# Upadek Sajgonu
Upadek Sajgonu – ostatnia bitwa wojny wietnamskiej, zakończona zdobyciem Sajgonu, stolicy Wietnamu Południowego, przez Wietnamską Armię Ludową i oddziały Vietcongu 30 kwietnia 1975 roku. Wydarzenie to wyznacza koniec epoki walk wewnętrznych w Wietnamie i początek okresu przejściowego przed formalnym zjednoczeniem Południa z Socjalistyczną Republiką Wietnamu.
Wietnamska Armia Ludowa, dowodzona przez gen. Văna Tiếna Dũnga, rozpoczęła ostateczny atak na Sajgon 29 kwietnia 1975 roku, po tym jak siły Armii Republiki Wietnamu kierowane przez gen. Nguyễna Văna Toàna zostały ostrzelane przez ciężką artylerię. Następnego dnia po południu komuniści zajęli kluczowe punkty miasta i podnieśli czerwoną flagę nad pałacem prezydenckim. Miasto Sajgon zostało przemianowane na Ho Chi Minh, na cześć zmarłego prezydenta Wietnamu Północnego Hồ Chí Minha.
Zdobycie miasta poprzedziła operacja Frequent Wind, ewakuacja prawie całego amerykańskiego personelu cywilnego i wojskowego z Sajgonu, a także dziesiątek tysięcy cywilów, którzy byli związani z władzami Wietnamu Południowego. Kilku Amerykanów zdecydowało się pozostać w mieście. Jednostki bojowe Sił Zbrojnych Stanów Zjednoczonych opuściły Wietnam Południowy ponad dwa lata przed upadkiem Sajgonu i nie były w stanie pomóc ani w obronie miasta, ani w ewakuacji. Wydarzenia te były największą ewakuacją śmigłowcową w historii. Oprócz ucieczki uchodźców, zakończenia wojny i ustanowienia rządów komunistycznych, upadek Sajgonu przyczynił się do znacznego spadku populacji miasta.

## Nazwy
Wydarzeniom tym nadano różne nazwy, silnie uzależnione od perspektywy politycznej komentujących. Rząd wietnamski oficjalnie nazywa je „Dniem wyzwolenia Południa i zjednoczenia narodowego” (wiet. Giải phóng miền Nam, thống nhất đất nước) lub „Dniem Wyzwolenia” (Ngày Giải Phóng), podczas gdy termin „Upadek Sajgonu” jest powszechnie używany w zachodnich, szczególnie amerykańskich publikacjach. Przez wielu Wietnamczyków z diaspory, którzy wyemigrowali w obawie przed rządami komunistycznymi, zostały ukute nazwy „Dzień, w którym straciliśmy kraj” (Ngày mất nước), „Czarny kwiecień” (Tháng Tư Đen), „Narodowy Dzień Wstydu” (Ngày Quốc Nhục), a także „Narodowy Dzień Oburzenia” (Ngày Quốc Hận).

## Ofensywa północnowietnamska

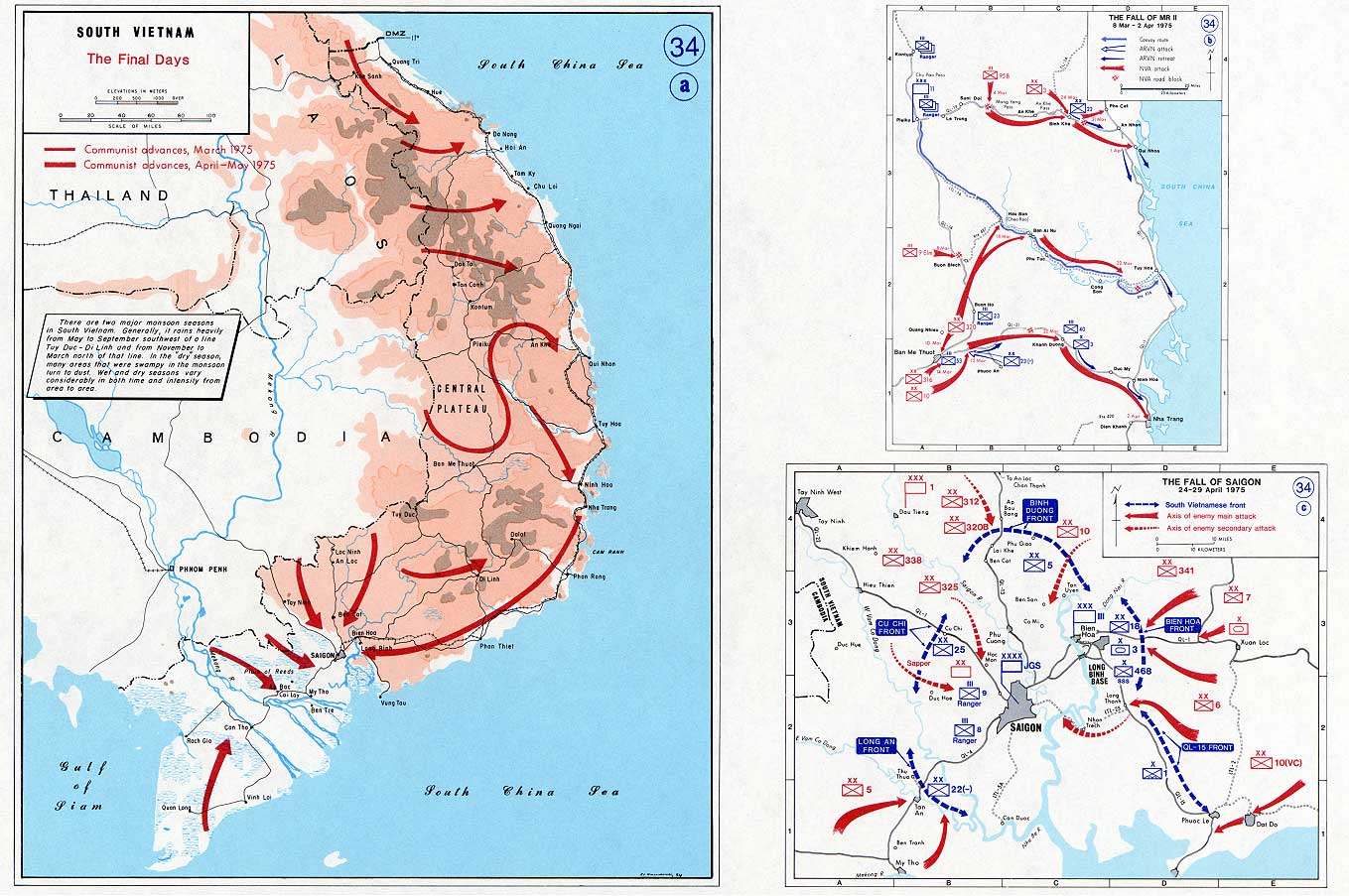
Sytuacja w Wietnamie Południowym przed zdobyciem Sajgonu (u dołu po prawej mapa miasta) 30 kwietnia 1975

Szybkość, z jaką załamały się pozycje wojsk Wietnamu Południowego w 1975 roku, była zaskakująca dla większości obserwatorów amerykańskich i południowowietnamskich, a prawdopodobnie także dla Wietnamczyków z Północny i ich sojuszników. Na przykład notatka przygotowana przez Centralną Agencję Wywiadowczą (CIA) i wywiad armii amerykańskiej opublikowana 5 marca wykazywała, że Wietnam Południowy może się bronić przynajmniej do 1976 roku. Te przewidywania okazały się poważnym błędem. W momencie, gdy notatka ta została opublikowana, gen. Dũng przygotowywał się do wielkiej ofensywy w Regionie Płaskowyżu Centralnego, która rozpoczęła się 10 marca i doprowadziła do zdobycia Buôn Ma Thuột. Armia Republiki Wietnamu rozpoczęła chaotyczny i kosztowny odwrót, licząc na przegrupowanie swoich sił i utrzymanie się w południowej części Wietnamu Południowego, na południe od 13. równoleżnika.
Wspierana przez artylerię i siły pancerne, Wietnamska Armia Ludowa kontynuowała marsz w kierunku Sajgonu, zdobywając pod koniec marca główne miasta północnego Wietnamu Południowego – Hue (25 marca) i Đà Nẵng (28 marca). Nieuporządkowany odwrót wojsk południowowietnamskich i exodus uchodźców – tylko w Đà Nẵng było ich ponad 300 tys. – zniweczyły perspektywy na reorganizację południowowietnamskiej obrony. Po utracie Đà Nẵng zostały już one określone jako bliskie zera przez oficerów CIA w Wietnamie, którzy wierzyli, że nic poza atakami B-52 na Hanoi nie może powstrzymać natarcia Wietnamczyków z północy.
8 kwietnia północnowietnamskie Biuro Polityczne, które w marcu zalecało Dũngowi ostrożność, zażądało od niego „nieustannego wigoru w ataku aż do serca Sajgonu”. 14 kwietnia zmieniono nazwę kampanii wiosennej na „kampania Hồ Chí Minha”, po przywódcy rewolucji wietnamskiej Hồ Chí Minhie, w nadziei na jej zakończenie przed rocznicą jego urodzin 19 maja. W międzyczasie Wietnamowi Południowemu nie udało się uzyskać żadnego znaczącego wzrostu pomocy wojskowej ze strony Stanów Zjednoczonych, co zniweczyło nadzieje prezydenta Nguyễna Văn Thiệu na ponowne wsparcie Ameryki. 9 kwietnia siły komunistyczne dotarły do Xuân Lộc, ostatniej linii obrony przed Sajgonem, gdzie południowowietnamska 18 Dywizja po raz ostatni stawiła opór i utrzymywała miasto w zaciętych walkach przez 11 dni. Armia Republiki Wietnamu ostatecznie wycofała się z Xuân Lộc 20 kwietnia, zadając ciężkie straty nieprzyjacielowi, a 21 kwietnia prezydent Thiệu podał się do dymisji, płacząc w przemówieniu telewizyjnym, w którym potępił Stany Zjednoczone za to, że nie przybyły z pomocą Południu.
Linia frontu znajdowała się wówczas zaledwie 42 km od centrum Sajgonu. Zwycięstwo w walkach o Xuân Lộc, które odciągnęły wiele wojsk południowowietnamskich z rejonu delty Mekongu, otworzyło Wietnamskiej Armii Ludowej drogę do okrążenia Sajgonu, co komuniści wkrótce zrobili, przemieszczając 100 tys. żołnierzy na pozycje wokół miasta do 27 kwietnia. Ponieważ Armia Republiki Wietnamu miała już niewielu ludzi pod bronią, los miasta został przesądzony. Dowódca południowowietnamskiego III Korpusu, gen. Toàn, podjął jeszcze próbę zorganizowania pięciu punktów oporu w celu obrony miasta. Ich linie były tak połączone, że tworzyły łuk obejmujący cały obszar na zachód, północ i wschód od stolicy. Front Cu Chi na północnym zachodzie był broniony przez 25 Dywizję; za front Bình Dương na północy odpowiadała 5 Dywizja; front Biên Hòa, na północnym wschodzie był broniony przez 18 Dywizję; front Vũng Tàu i 15 Route na południowym wschodzie były utrzymywane przez 1 Brygadę Powietrznodesantową i jeden batalion 3 Dywizji; a front Long An, za który odpowiadało Dowództwo Stołecznego Okręgu Wojskowego, broniły elementy zreorganizowanej 22 Dywizji. Siły obronne Wietnamu Południowego wokół Sajgonu liczyły około 60 tys. żołnierzy.

## Ewakuacja
Gwałtowne postępy Wietnamskiej Armii Ludowej w marcu i na początku kwietnia doprowadziły do wzrostu obaw w Sajgonie, że miasto, które przez całą wojnę było dość spokojne i którego mieszkańcy doświadczyli stosunkowo niewielu trudności, wkrótce zostanie bezpośrednio zaatakowane. Wielu obawiało się, że gdy komuniści opanują stolicę, w odwecie zrobią mu krwawą łaźnię. W 1968 roku siły Wietnamskiej Armii Ludowej i Vietcongu okupowały Huế przez prawie miesiąc. Po wyparciu komunistów siły amerykańskie i południowowietnamskie znalazły masowe groby. Badania wykazały, że komuniści poszukiwali w szczególności oficerów Armii Republiki Wietnamu, katolików, intelektualistów i przedsiębiorców oraz innych podejrzanych o „postawę kontrrewolucyjną”. Już w trakcie ostatniej ofensywy północnowietnamskiej ośmiu Amerykanów schwytanych w Buôn Ma Thuột zniknęło, a z Huế i Đà Nẵng napływały raporty o ścięciach i innego rodzaju egzekucjach, głównie pod wpływem propagandy rządowej.
Większość Amerykanów i obywateli państw sprzymierzonych ze Stanami Zjednoczonymi chciała opuścić stolicę przed jej upadkiem, podobnie jak wielu południowych Wietnamczyków, zwłaszcza tych związanych z rządem Stanów Zjednoczonych lub Wietnamu Południowego. Już pod koniec marca część Amerykanów opuściła miasto. Loty z Sajgonu, zwykle mało popularne, teraz odlatywały zawsze z kompletem pasażerów. Przez cały kwiecień tempo ewakuacji wzrosło, gdy Biuro Attaché Wojskowego (Defense Attaché Office - DAO) zaczęło ewakuować także mniej istotny personel. Wielu Amerykanów podlegających DAO odmówiło wyjazdu bez swoich wietnamskich przyjaciół i osób pozostających na ich utrzymaniu, w tym żon i dzieci. Przerzucenie tych ludzi na ziemię amerykańską  przez DAO było niezgodne z prawem, co początkowo spowolniło tempo odlotów, ale ostatecznie DAO zaczęło zabierać nielegalnie  Wietnamczyków bez dokumentów do bazy lotniczej Clark na Filipinach.
3 kwietnia prezydent Gerald Ford ogłosił rozpoczęcie operacji Babylift, w ramach której zamierzano ewakuować około 2000 sierot z kraju. Jeden z samolotów Lockheed C-5 Galaxy biorących udział w operacji rozbił się, co spowodowało śmierć 155 pasażerów i członków załogi i poważnie obniżyło morale amerykańskiego personelu. Oprócz ponad 2500 sierot ewakuowanych podczas operacji Babylift, inna operacja  o kryptonimie New Life zaowocowała ewakuacją ponad 110 tys. wietnamskich uchodźców. Ostatnią ewakuacją była operacja Frequent Wind, w wyniku której z Sajgonu zabrano helikopterami 7000 osób.

### Plany amerykańskiej administracji dotyczące ostatecznej ewakuacji
W tym czasie administracja Forda również zaczęła planować całkowitą ewakuację Amerykanów z Wietnamu. Planowanie było skomplikowane ze względów praktycznych, prawnych i strategicznych. Administracja nie była zgodna co do pożądanej szybkości ewakuacji. Pentagon starał się ewakuować wszystkich zainteresowanych tak szybko, jak to możliwe, aby zmniejszyć ryzyko strat. Ambasador USA w Wietnamie Południowym, Graham Martin, który formalnie był dowódcą polowym każdej ewakuacji, odkąd ewakuacja znalazła  w kompetencji Departamentu Stanu, wzbudził gniew Pentagonu, chcąc, aby proces ewakuacji był niejawny i zaczął się najpóźniej, jak to tylko możliwe. Ford zatwierdził plan godzący obie skrajności, zgodnie z którym wszyscy oprócz 1250 Amerykanów – nielicznych, których można było zabrać w ciągu jednego dnia helikopterem – zostaną szybko ewakuowani, zaś pozostałe 1250 wyleci dopiero wtedy, gdy lotnisko będzie zagrożone. W międzyczasie zostałoby przetransportowanych jak najwięcej wietnamskich uchodźców.
Amerykańskie przygotowania do ewakuacji przeplatały się z innymi działaniami politycznymi. Ford nadal miał nadzieję na uzyskanie dodatkowej pomocy wojskowej dla Wietnamu Południowego. Przez cały kwiecień próbował skłonić Kongres do przyznania 722 milionów dolarów, które mogłyby pozwolić na odtworzenie niektórych, zniszczonych jednostek Armii Republiki Wietnamu. Henry Kissinger był przeciwny ewakuacji na pełną skalę, dopóki opcja pomocy pozostawała w grze, ponieważ usunięcie sił amerykańskich oznaczałoby całkowitą utratę wiary Wietnamczyków w Thiệu i poważnie osłabiło by jego władzę. W administracji Forda pojawiły się również obawy, czy użycie sił zbrojnych do wsparcia i przeprowadzenia ewakuacji jest dozwolone na mocy nowo uchwalonej ustawy (War Powers Act). Ostatecznie prawnicy Białego Domu stwierdzili, że użycie sił amerykańskich do ratowania obywateli w nagłych wypadkach nie jest sprzeczne z prawem, natomiast pozostawało niejasne na ile legalne jest wykorzystanie środków wojskowych do wycofania uchodźców.

### Uchodźcy
Podczas gdy obywatele amerykańscy byli generalnie zapewniani o prostym sposobie opuszczenia kraju przez samo stawienie się w miejscu ewakuacji, południowi Wietnamczycy, którzy chcieli opuścić Sajgon, zanim miasto upadnie, często uciekali się do działań nieformalnych. Łapówki wręczane w celu uzyskania paszportu i wizy wyjazdowej podrożały sześciokrotnie, a cena miejsca na statku morskim potroiła się. Ci, którzy byli właścicielami nieruchomości w mieście, często decydowali się na ich sprzedaż ze znaczną stratą lub porzucenie bez żadnej rekompensaty; cena wywoławcza jednego szczególnie imponującego domu spadła o 75 proc. w ciągu dwóch tygodni. Amerykańskie wizy miały ogromną wartość, a Wietnamczycy poszukujący amerykańskich sponsorów zamieszczali ogłoszenia w gazetach. Jedna z takich reklam brzmiała: „Poszukujemy rodziny zastępczej. Biedni, pilni uczniowie”, po których podawano imiona i nazwiska, daty urodzenia oraz numery dowodów osobistych. Znaczny odsetek Wietnamczyków w fali emigracji z 1975 roku, którzy później osiągnęli status uchodźcy w Stanach Zjednoczonych, stanowili byli członkowie rządu i wojska Wietnamu Południowego. Chociaż większość z nich oczekiwała, że w Stanach Zjednoczonych odnajdzie wolność polityczną i osobistą ze względu na ich działalność antykomunistyczną, wielu z nich umieszczono w amerykańskich wojskowych ośrodkach filtracyjnych na kilka tygodni lub miesięcy.

## Próby politycznego rozwiązania konfliktu
W miarę, jak północni Wietnamczycy zapuszczali się coraz dalej na południe, narastała wewnętrzna opozycja wobec prezydenta Thiệu. Na początku kwietnia Senat jednogłośnie głosował za wyborem nowego prezydenta, a niektórzy czołowi dowódcy wojskowi domagali się zamachu stanu. W odpowiedzi na tę presję Thiệu dokonał pewnych zmian w swoim gabinecie, a premier Trần Thiện Khiêm złożył rezygnację. Niewiele wpłynęło to na zmniejszenie sprzeciwu wobec głowy państwa. 8 kwietnia południowowietnamski pilot i komunista Nguyễn Thành Trung zbombardował Pałac Niepodległości, a następnie poleciał na lądowisko kontrolowane przez Wietnamską Armię Ludową; Thiệu nie odniósł żadnych obrażeń.
Opinie na temat tego, czy jakikolwiek rząd kierowany przez Thiệu mógłby dokonać politycznego rozwiązania konfliktu, były podzielone. Minister spraw zagranicznych Tymczasowego Rządu Rewolucyjnego wskazał 2 kwietnia, że może negocjować z rządem w Sajgonie, jeśli nie będzie stał nad nim Thiệu. Dlatego nawet wśród zwolenników Thiệu rosła presja na jego obalenie. Prezydent Thiệu podał się do dymisji 21 kwietnia. Jego uwagi w przemówieniu rezygnacyjnym były szczególnie surowe dla Amerykanów, po pierwsze za zmuszenie Wietnamu Południowego do przystąpienia do porozumień pokojowych w Paryżu, po drugie za późniejszy brak wsparcia dla Wietnamu Południowego, przy jednoczesnym proszeniu go o „zrobienie czegoś tak niemożliwego, jak napełnienie oceanów kamieniami”. Fotel prezydencki został przekazany dotychczasowemu wiceprezydentowi Trầnowi Văn Hươngowi. Pogląd rządu północnowietnamskiego na te wydarzenia, przekazywany przez Radio Hanoi, był jednak taki, że nowy rząd to tylko „kolejny reżim marionetkowy”.

## Upadek
Wszystkie godziny podano wg czasu sajgońskiego (UTC+08:00)

### Okrążenie

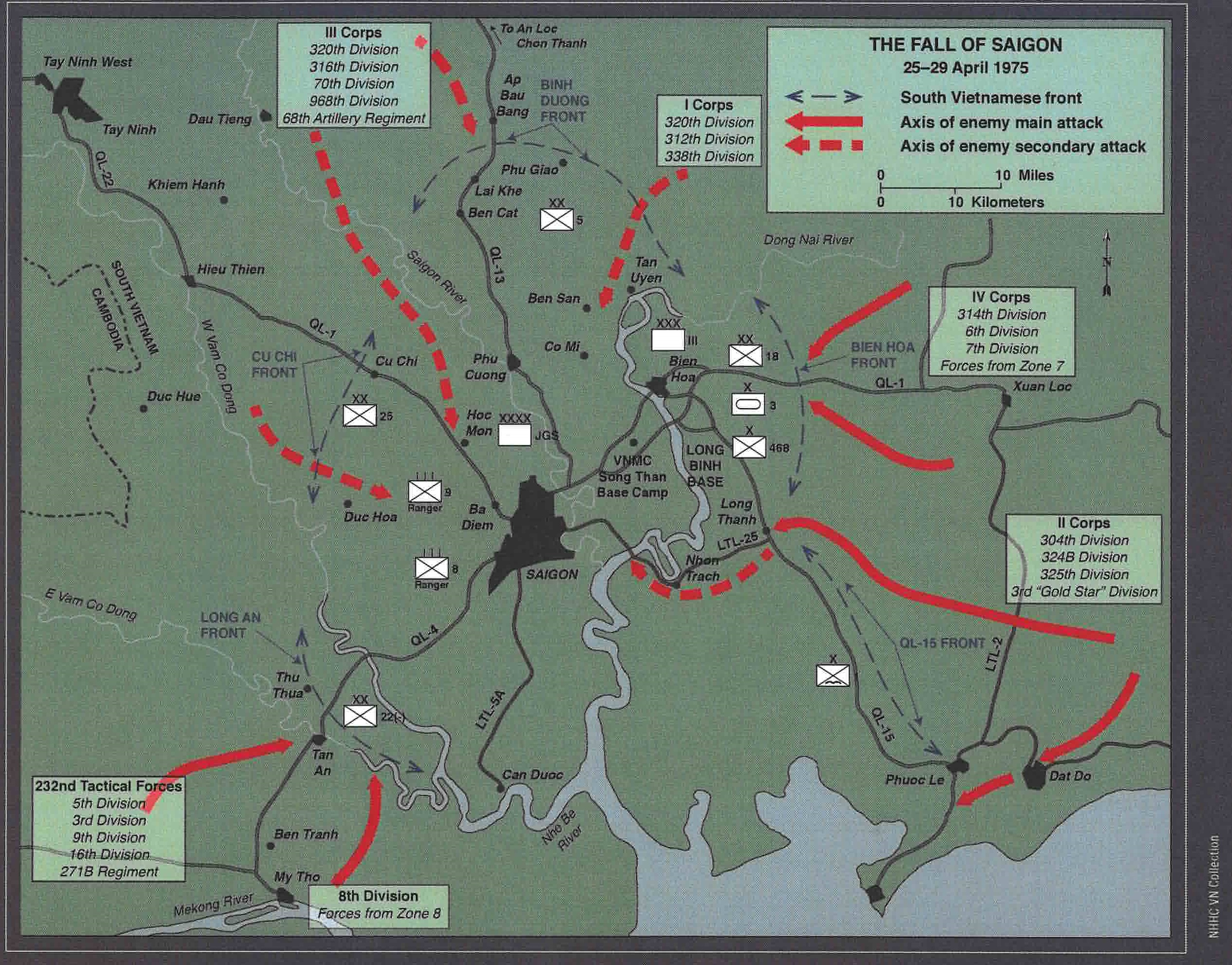
Mapa pokazująca okrążenie Sajgonu przez Wietnamską Armię Ludową

27 kwietnia Sajgon został trafiony rakietami północnowietnamskimi, pierwszy raz od ponad 40 miesięcy.
Wskutek odrzucenia jego propozycji negocjacji z Północą, Trần Văn Hương zrezygnował ze stanowiska prezydenta 28 kwietnia, po zaledwie tygodniu rządów, a jego następcą (i ostatnim prezydentem Wietnamu Południowego) został gen. Dương Văn Minh. Minh przejął stery państwa, które znajdowało się już w stanie całkowitego rozkładu. Od dawna był związany z komunistami i miał nadzieję, że uda mu się wynegocjować zawieszenie broni; jednak Hanoi u progu swojego ostatecznego zwycięstwa już nie było zainteresowane żadnymi negocjacjami. 28 kwietnia siły północnowietnamskie przedarły się na obrzeża Sajgonu. Podchodząc do Mostu Newport (Cầu Tân Cảng), około 5 kilometrów od centrum miasta, oddział Vietcongu zajął dzielnicę Thảo Điền za jego wschodnim krańcem i próbował przejąć sam most, ale został odparty przez południowowietnamski 12. batalion powietrznodesantowy. Gdy upadała dzielnica Biên Hòa, gen. Toan uciekł do centrum Sajgonu, informując rząd, że większość polowych dowódców południowowietnamskich praktycznie pogodziła się już z klęską.
28 kwietnia o godz. 18:06, kiedy prezydent Minh zakończył przemówienie, trzy bombowce A-37 Dragonfly pilotowane przez byłych pilotów Sił Powietrznych Republiki Wietnamu (RVNAF), którzy zdezerterowali ze służby i przeszli wraz ze swoimi maszynami do Ludowych Wietnamskich Sił Powietrznych po upadku Đà Nẵng, zrzuciły sześć bomb Mark 81 na bazę lotniczą Tân Sơn Nhứt (położoną obok lotniska cywilnego Tân Sơn Nhất), uszkadzając jeden samolot. Południowowietnamskie F-5s wystartowały do pościgu, ale nie były w stanie przechwycić A-37. C-130s opuszczający Tân Sơn Nhứt został ostrzelany ogniem przeciwlotniczym kal. 12,7 mm i 37 mm, podczas gdy w lotnisko i bazę lotniczą zaczęły uderzać również sporadycznie wystrzeliwane rakiety i były one celem ataków artyleryjskich. Loty C-130 zostały tymczasowo przerwane, ale wznowiono je 28 kwietnia o godz. 20:00.
29 kwietnia o godz. 3:58 samolot C-130E o numerze taktycznym 72-1297, obsługiwany przez załogę z 776 Eskadry Lotnictwa Taktycznego, został zniszczony przez rakietę 122 mm podczas kołowania w celu zabrania uchodźców po eksplozji BLU-82 w bazie. Załoga ewakuowała się z płonącego samolotu na drodze kołowania i opuściła lotnisko innym C-130, który wylądował wcześniej. Był to ostatni samolot USAF, który opuścił Tân Sơn Nhất.
O świcie 29 kwietnia także południowi Wietnamczycy zaczęli opuszczać bazę lotniczą Tân Sơn Nhứt, gdy A-37, F-5, C-7, C-119 i C-130 wyruszyły do Tajlandii, podczas gdy UH-1 wystartowały w poszukiwaniu okrętów Task Force 76. Niektóre samoloty lotnictwa południowowietnamskiego pozostały na miejscu, aby kontynuować walkę z postępującymi wojskami północnowietnamskimi. Załoga jednego z samolotów bojowych Fairchild AC-119 spędziła noc z 28 na 29 kwietnia, zrzucając flary i strzelając do zbliżających się komunistów. O świcie 29 kwietnia dwa A-1 Skyraidery rozpoczęły patrolowanie okolic Tân Sơn Nhứt na wysokości 760 m, dopóki jeden z nich nie został zestrzelony, przypuszczalnie przez pocisk SA-7. O godz. 7:00 jeden AC-119 strzelał do atakujących wojsk północnowietnamskich na wschód od Tân Sơn Nhứt, aż on również został trafiony przez SA-7 i spadł w płomieniach na ziemię.
29 kwietnia o godz. 6:00 gen. Dũng otrzymał rozkaz z Biura Politycznego, aby „uderzyć z największą determinacją prosto w ostateczną kryjówkę wroga”. Po jednym dniu bombardowania i ofensywy na całej długości frontu siły północnowietnamskie były gotowe do ostatecznego wejścia do miasta. 29 kwietnia o godz. 8:00 gen. por. Trần Văn Minh, dowódca Sił Powietrznych Republiki Wietnamu i 30 członków jego sztabu przybyło do kompleksu DAO żądając ewakuacji, co oznaczało całkowity rozpad dowództwa i utratę kontroli nad południowowietnamskim lotnictwem.

### Operacja Frequent Wind

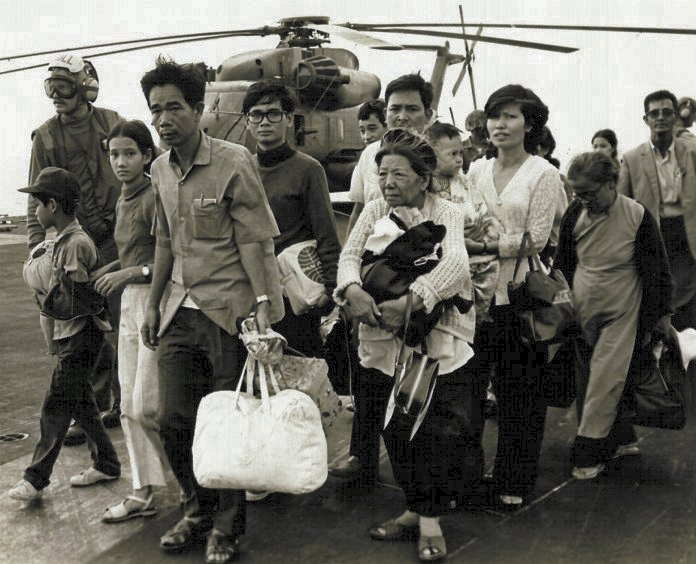
Uchodźcy z południowego Wietnamu przybywają na statek US Navy podczas operacji Frequent Wind

Ciągły ostrzał rakietowy i szczątki samolotów zalegające na pasach startowych w Tân Sơn Nhứt skłoniły gen. Homera D. Smitha, attaché wojskowego USA w Sajgonie, do poinformowania ambasadora Martina, że lotnisko nie nadaje się do użytku i że ewakuacja Sajgonu będzie musiała zostać zakończona przy użyciu helikopterów. Pierwotnie ambasador Martin zamierzał przeprowadzić ewakuację z bazy samolotami stałopłatowymi. Plan ten został zmieniony w krytycznym momencie, kiedy południowowietnamski pilot zdecydował się na przejście na stronę wroga i wystrzelił wszystkie swoje rakiety wzdłuż jedynych nadal używanych pasów startowych (które nie zostały jeszcze zniszczone przez ostrzał). Raporty napływały z przedmieść miasta, informujące o zbliżaniu się PAVN. O godz. 10:48 Martin przekazał Kissingerowi, że chce uruchomić operację Frequent Wind – ewakuację śmigłowcową amerykańskiego personelu i zagrożonych Wietnamczyków. 29 kwietnia o godz. 10:51 CINCPAC wydał rozkaz rozpoczęcia tej operacji. Amerykańska stacja radiowa rozpoczęła regularne odtwarzanie utworu  White Christmas Irvinga Berlina, sygnału dla amerykańskiego personelu, który oznaczał, że mają natychmiast przejść do punktów ewakuacyjnych.
Zgodnie z tym planem helikoptery CH-53 i CH-46 zostały wykorzystane do ewakuacji Amerykanów i zaprzyjaźnionych Wietnamczyków na statki, w tym 7 Floty, operujące na Morzu Południowochińskim. Głównym punktem ewakuacji był kompleks DAO w Tân Sơn Nhất. Autobusy poruszały się po mieście, zabierając pasażerów i wywożąc ich na lotnisko; pierwsze z nich przyjechały do Tân Sơn Nhất wkrótce po południu. Pierwszy CH-53 wylądował w kompleksie DAO po południu, a wieczorem ewakuowano 395 Amerykanów i ponad 4000 Wietnamczyków. Do 23:00 amerykańska piechota morska, która zapewniała ochronę lądowiska, wycofała się i przystąpiła do niszczenia biura DAO, amerykańskiego sprzętu, akt oraz gotówki, które nie mogły wpaść w ręce wroga. W ewakuacji uczestniczyły również samoloty UH-1 należące do linii lotniczych Air America.
Pierwotne plany ewakuacji nie przewidywały operacji śmigłowcowej na dużą skalę spod ambasady Stanów Zjednoczonych w Sajgonie. Helikoptery i autobusy miały przewozić ludzi z ambasady do kompleksu DAO. Jednak w trakcie ewakuacji okazało się, że w ambasadzie utknęło kilka tysięcy osób, w tym wielu Wietnamczyków. Kolejni wietnamscy cywile zebrali się przed ambasadą i wspięli się po murach, mając nadzieję na uzyskanie statusu uchodźcy. Burze jeszcze bardziej zwiększyły trudność operacji śmigłowcowej. Niemniej ewakuacja z ambasady trwała prawie nieprzerwanie przez cały wieczór i noc. O godz. 3:45 nad ranem 30 kwietnia Kissinger i Ford nakazali ambasadorowi Martinowi ewakuowanie od tego momentu tylko Amerykanów. Martin niechętnie ogłosił, że wylatują tylko Amerykanie, ze względu na obawy, że północni Wietnamczycy wkrótce zajmą miasto oraz chęć administracji Forda do ogłoszenia zakończenia amerykańskiej ewakuacji. Prezydent Ford polecił Martinowi wejście na pokład helikoptera ewakuacyjnego. Sygnał wywoławczy jego helikoptera brzmiał „Lady Ace 09”, a pilot wykonywał bezpośrednie rozkazy prezydenta Forda, będąc zobowiązany do upewnienia się, że na pokładzie znajdzie się ambasador Martin. Pilot, Gerry Berry, miał rozkazy wypisane smarem na nakolannikach. Żona ambasadora Martina, Dorothy, została już ewakuowana podczas poprzednich lotów i pozostawiła na miejscu walizkę, aby jedna Wietnamka mogła wejść z nią na pokład.
„Lady Ace 09” z eskadry HMM-165 pilotowany przez Berry’ego wystartował o 4:58 – gdyby Martin odmówił odlotu, marines mieli rozkaz aresztowania go i zabrania siłą w celu zapewnienia mu bezpieczeństwa. Podczas ewakuacji ambasady wyleciało 978 Amerykanów i około 1100 Wietnamczyków. Marines, którzy zabezpieczali ambasadę, ruszyli za nimi o świcie, a ostatni samolot odleciał o 7:53. Na terenie opuszczonej ambasady pozostało 420 Wietnamczyków, a jeszcze większy tłum zebrał się poza murami. Amerykańskie i południowowietnamskie maszyny na ogół opuszczały miasto bez oporu ze strony wroga. Piloci helikopterów zmierzających do Tân Sơn Nhất byli świadomi, że namierzają ich północnowietnamskie działa przeciwlotnicze, ale ich strzelcy powstrzymali się od otwarcia ognia. Hanoi, licząc na to, że zakończenie ewakuacji zmniejszy ryzyko kolejnej amerykańskiej interwencji, poinstruowało gen. Dũnga, aby nie atakował samego mostu powietrznego. Tymczasem funkcjonariuszom policji w Sajgonie obiecano ewakuację w zamian za ochronę amerykańskich autobusów ewakuacyjnych i kontrolę nad tłumami w mieście podczas ewakuacji.
Chociaż był to koniec amerykańskiej operacji wojskowej, Wietnamczycy nadal opuszczali kraj łodziami i, w miarę możliwości, samolotami. Piloci południowowietnamscy, którzy mieli dostęp do helikopterów, przelecieli nimi nad morze w kierunku floty amerykańskiej, gdzie mogli wylądować. Wiele helikopterów Sił Powietrznych Republiki Wietnamu zostało zrzuconych z pokładów okrętów do oceanu, aby zrobić miejsce na pokładach dla kolejnych lądujących. Myśliwce i inne samoloty południowowietnamskie szukały również schronienia w Tajlandii, a dwa O-1 wylądowały na pokładzie USS „Midway”.
Ambasador Martin poleciał na USS „Blue Ridge”, gdzie błagał o powrót helikopterów do ambasady, aby zabrać jeszcze kilkaset pozostałych na miejscu cywilów czekających na ewakuację. Wielu ewakuowanych obywateli Wietnamu Południowego otrzymało pozwolenie na wjazd do Stanów Zjednoczonych na mocy Indochina Migration and Refugee Assistance Act. Kilkadziesiąt lat później, kiedy rząd USA przywrócił stosunki dyplomatyczne z Wietnamem, budynek dawnej ambasady wrócił w posiadanie amerykańskiej dyplomacji. Historyczne schody, które prowadziły na lądowisko dla helikopterów na dachu pobliskiego budynku mieszkalnego używanego przez CIA i innych pracowników rządu amerykańskiego, zostały uratowane i są elementem stałej ekspozycji w Gerald R. Ford Presidential Museum w Grand Rapids w stanie Michigan.

### Ostateczny szturm i kapitulacja
Wczesnym rankiem 30 kwietnia gen. Dũng otrzymał rozkaz ataku z Biura Politycznego. Następnie nakazał swoim dowódcom polowym przejść bezpośrednio do kluczowych obiektów i strategicznych punktów miasta. Pierwszą jednostką północnowietnamską, która wkroczyła do Sajgonu, była 324 Dywizja.
O świcie stało się oczywiste, że pozycje resztek Armii Republiki Wietnamu są nie do utrzymania. Rankiem 30 kwietnia saperzy Wietnamskiej Armii Ludowej usiłowali przejąć Most Newport, ale zostali odparci przez południowowietnamskich spadochroniarzy. O godz. 9:00 kolumna komunistycznych czołgów zbliżyła się do mostu i znalazła się pod ostrzałem czołgów, które obezwładniły prowadzący T-54, zabijając dowódcę północnowietnamskiego batalionu pancernego. 81 Grupa Rangersów Armii Republiki Wietnamu, dowodzona przez mjr. Phạm Châu Tài, broniła Tân Sơn Nhứt, gdzie dołączyły do nich resztki jednostki Loi Ho. 30 kwietnia o godz. 7:15 24 Pułk Wietnamskiej Armii Ludowej zbliżył się do skrzyżowania Bảy Hiền (10°47′34,8″N 106°39′10,8″E/10,793000 106,653000) 1,5 km od głównej bramy bazy lotniczej Tân Sơn Nhứt. Prowadzący T-54 został trafiony pociskiem z działa bezodrzutowego M67, a następnie kolejny T-54 przyjął trafienie pociskiem z czołgu M48 Patton. Północnowietnamska piechota ruszyła naprzód i walczyła z południowymi Wietnamczykami o każdy budynek, zmuszając ich do wycofania się do bazy przed 8:45. Wietnamska Armia Ludowa wysłała następnie trzy czołgi i batalion piechoty do ataku na główną bramę, gdzie napotkała intensywny ogień przeciwpancerny, który obezwładnił trzy czołgi. Od ognia karabinu maszynowego zginęło co najmniej 20 żołnierzy północnowietnamskich. Komuniści próbowali rozstawić działo przeciwlotnicze kal. 85 mm, ale południowi Wietnamczycy zniszczyli je, zanim zaczęło ono strzelać. 10 Dywizja Wietnamskiej Armii Ludowej skierowała do ataku osiem kolejnych czołgów i następny batalion piechoty, ale gdy siły te zbliżyły się do skrzyżowania w Bảy Hiền, zostały ostrzelane z odrzutowców Sił Powietrznych Republiki Wietnamu wciąż operujących z bazy lotniczej Bình Thủy, które obezwładniły dwa T-54. Sześć ocalałych czołgów dotarło do głównej bramy o godz. 10:00 i rozpoczęło atak, przy czym dwa zostały unieruchomione przez ogień przeciwpancerny przed bramą, a jeszcze jeden trafiony podczas próby manewru flankującego.
O 10:24 Minh ogłosił bezwarunkową kapitulację. Nakazał wszystkim żołnierzom Armii Republiki Wietnamu „zaprzestać działań wojennych i pozostać tam, gdzie są”, jednocześnie zapraszając Tymczasowy Rząd Rewolucyjny do wzięcia udziału w „ceremonii uporządkowanego przekazania władzy, aby uniknąć niepotrzebnego rozlewu krwi wśród ludności cywilnej”. Około 10:30 mjr Phạm w bazie lotniczej Tân Sơn Nhứt usłyszał transmisję prezydenta Minha w sprawie kapitulacji i udał się do Połączonego Sztabu Generalnego Armii Republiki Wietnamu w celu uzyskania dalszych instrukcji. Zadzwonił stamtąd do gen. Minha, który kazał mu przygotować się do kapitulacji. Phạm podobno odpowiedział Minhowi: „Jeśli czołgi Vietcongu wjadą do Pałacu Niepodległości, dotrzemy tam, aby was uratować”. Minh odrzucił jednak sugestię Phạma, a następnie Phạm rozkazał swoim ludziom, aby wycofali się spod bram bazy. O 11:30 komuniści wkroczyli na jej teren.
Na Moście Newport obydwie armie kontynuowały wymianę ognia prowadzoną przez czołgi i artylerię, dopóki dowódca południowowietnamski nie otrzymał przez radio rozkazu kapitulacji od prezydenta Minha. Pomimo że most był zaminowany przy użyciu około 1800 kg ładunków burzących, wskutek rozkazu kapitulacji nie odpalono ładunków i o 10:30 kolumna północnowietnamska przeszła na drugą stronę.
Komunistyczne czołgi T-54/55 pod dowództwem płk. Bùi Tína przedarły się przez bramy Pałacu Niepodległości około południa. Znaleźli tam Minha i 30 jego doradców siedzących na krzesłach na schodach pałacu i czekających na nich. Kiedy zbliżał się płk Tín, Minh powiedział: „Rewolucja jest tutaj. Ty jesteś tutaj”. Dodał: „Czekaliśmy na ciebie, abyśmy mogli przekazać władzę”. Tín odpowiedział krótko: „Nie ma mowy o przekazaniu władzy. Twoja władza się rozpadła. Nie możesz zrezygnować z czegoś, czego nie masz”. Później tego samego popołudnia Minh po raz ostatni włączył radio i oznajmił: „Oświadczam, [że] rząd sajgoński został całkowicie rozwiązany na wszystkich szczeblach”. Wojna w Wietnamie dobiegła końca.

## Następstwa

### Przemianowanie Sajgonu
Komuniści zmienili nazwę miasta na Ho Chi Minh, pochodzącą od nazwiska Hồ Chí Minha, zmarłego prezydenta Wietnamu Północnego, chociaż nazwa ta nie była początkowo używana poza oficjalnymi dokumentami. Powoli przywracano porządek, chociaż opuszczoną ambasadę Stanów Zjednoczonych splądrowano, podobnie jak wiele innych miejsc zajętych wcześniej przez Amerykanów. Komunikacja pomiędzy Sajgonem a światem zewnętrznym została przerwana. Struktury Vietcongu w Wietnamie Południowym zostały znacznie osłabione, częściowo z powodu programu Phoenix, dlatego to głównie Wietnamska Armia Ludowa była odpowiedzialna za utrzymywanie porządku, a gen. Trần Văn Trà, zastępca administracyjny Dũnga, został umieszczony na czele władz miasta. Nowe władze zorganizowały paradę zwycięstwa 7 maja.
Jednym z celów Komunistycznej Partii Wietnamu była redukcja populacji Sajgonu, który w czasie wojny uległ przeludnieniu wskutek napływu uchodźców i borykał się przez to z wysokim bezrobociem. W czasie „zajęć reedukacyjnych” dla byłych żołnierzy południowowietnamskich nauczano, że aby odzyskać pełną pozycję społeczną, muszą oni wyprowadzić się z miasta i zająć się rolnictwem. Przydziały ryżu dla najuboższych związano ze zobowiązaniami do opuszczenia Sajgonu i przeniesieniem się na wieś. Według wietnamskiego rządu, w ciągu dwóch lat od zdobycia miasta milion ludzi opuścił Sajgon, a zamiarem władz było skłonienie kolejnych 500 tys. osób do wyjazdu.
Po zakończeniu wojny, według oficjalnych i nieoficjalnych szacunków, od 200 tys. do 300 tys. Wietnamczyków zostało wysłanych do obozów reedukacyjnych, gdzie wielu cierpiało tortury, głód i choroby, a także byli zmuszani do ciężkiej pracy.

### Exodus
Po zakończeniu wojny żywo dyskutowano o tym, czy ewakuacja się powiodła. Gen. Văn Tiến Dũng w swoich wspomnieniach nazwał operację Frequent Wind „imponującym osiągnięciem”, a „The New York Times” opisał ją jako przeprowadzoną z „wydajnością i odwagą”. Z drugiej strony krytykowano transport powietrzny jako zbyt powolny i niezdecydowany, a także niewystarczający do ewakuowania wszystkich wietnamskich cywilów, którzy byli związani z amerykańską obecnością w tym kraju.
Departament Stanu Stanów Zjednoczonych oszacował, że wietnamscy pracownicy amerykańskiej ambasady w Sajgonie wraz z rodzinami liczyli ok. 90 tys. osób. W swoim zeznaniu przed Kongresem ambasador Martin zapewnił, że 22 294 z nich zostało ewakuowanych do końca kwietnia. W 1977 roku „National Review” wytoczyło zarzut, że około 30 tys. Wietnamczyków zostało zamordowanych przez służby komunistycznego Wietnamu na podstawie listy informatorów CIA pozostawionej przez ambasadę amerykańską.